# Robinsonia flavicorpus
Robinsonia flavicorpus är en fjärilsart som beskrevs av Paul Dognin 1910. Robinsonia flavicorpus ingår i släktet Robinsonia och familjen björnspinnare. Inga underarter finns listade.